# Afrikanerbond (Partei)

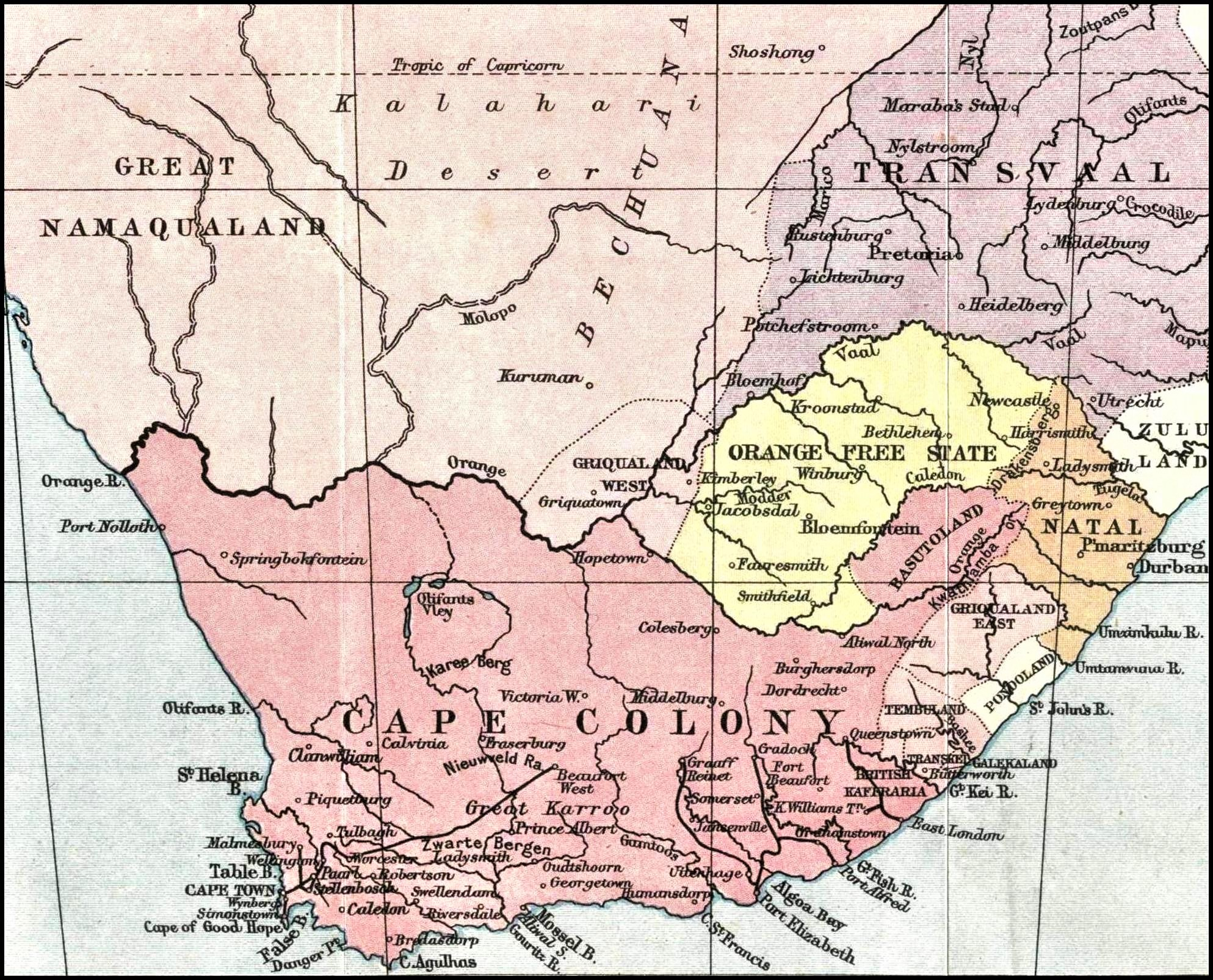
Karte der Kapkolonie und umliegenden Gebiete 1878

Der Afrikanerbond (Afrikaans, kurz AB; niederländisch Afrikanderbond; deutsch etwa: „Afrikaanerbund“) war eine 1880 gegründete Partei in der Kapkolonie, dem Oranje-Freistaat und in Transvaal. Sie vertrat die Buren und koalierte in der Kapkolonie mit Gruppierungen von Englischsprachigen. Nach der Gründung der Südafrikanischen Union ging sie 1911 in der South African Party auf.

## Geschichte

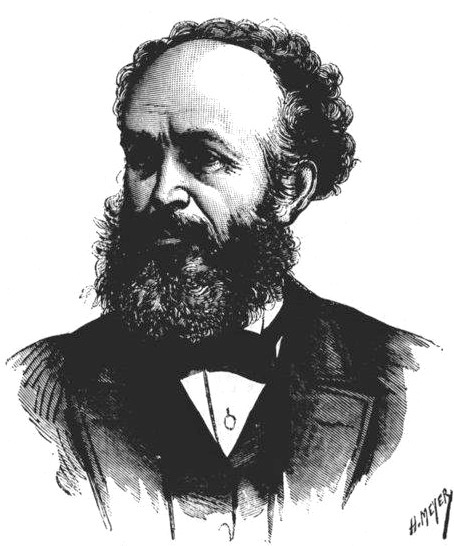
Stephanus Jacobus du Toit (1884)

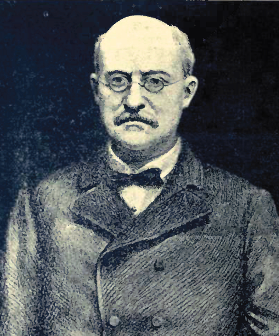
Jan Hendrik Hofmeyr in den 1880er Jahren

Lange Zeit blieben die Buren der britischen Kapkolonie ohne politische Vertretung. 1875 gründete Stephanus Jacobus du Toit die  Genootskap van Regte Afrikaners (GRA, deutsch etwa: „Genossenschaft der wahren Afrikaaner“), die sich vor allem gegen die britische Vorherrschaft wandte. 1878 entstand die Zuidafrikaanse Boeren Beschermings Vereeniging (ZBB, etwa: „Südafrikanische Vereinigung zum Schutz der Landwirte“), die von Jan Hendrik Hofmeyr geführt wurde und ein gemäßigtes Programm hatte. 1879 setzte sich du Toit in seiner Zeitung Die Patriot erstmals für einen Afrikanerbond ein. 1880 entstanden nach einer teilweisen Umbenennung der GRA die ersten Ortsverbände des AB in Hopetown und Petrusville. Es begann eine Zeit der Konkurrenz der beiden Gruppierungen, die auch im späteren AB eine Rolle spielte. Das Ziel des damaligen AB war eine Vereinigung von Kapkolonie, Oranje-Freistaat, Transvaal und Natal außerhalb des britischen Einflussbereichs. Während der damalige AB die Sprache Afrikaans neben Englisch in Schule, Kirche, Parlament und Behörden durchsetzen wollte, bevorzugte die ZBB die Niederländische Sprache. Auch war Hofmeyr anders als du Toit einer Zusammenarbeit mit den Briten nicht abgeneigt. Die Weigerung der Briten, den Buren das annektierte Transvaal zurückzugeben, beschleunigte die Fusion der beiden Gruppierungen. Der Gewinn des Ersten Burenkrieges 1881 trug ebenfalls zur Stärkung der Partei bei. Im Oranje-Freistaat war der aus Deutschland ausgewanderte Kaufmann und Zeitungsverleger Karl Ludwig Ferdinand Borckenhagen (1852–1898; jüngerer Bruder des Admirals Ludwig Borckenhagen) federführend für den Aufbau des AB, zusammen mit dem späteren Präsidenten des Oranje-Freistaats, Francis William Reitz. Anfangs wurden alle Anhänger der – auf Niederländisch so genannten – „Afrikander“ aufgenommen, zum Beispiel auch Deutsche, aber keine Briten.
Die 1881 beschlossene Vereinigung von AB und ZBB zog sich lange hin, da Meinungsunterschiede nicht ausgeräumt werden konnten und die Infrastruktur wenig ausgebaut war. Im März 1882 wurde Hofmeyr in Graaff-Reinet in Abwesenheit zum künftigen Vorsitzenden gewählt. Im September 1882 wurden in Cradock das Programm diskutiert. Im Oktober 1882 besuchte Hofmeyr erstmals den Afrikanerbond-Kongress in Richmond. Die Satzung – in der die Briten nicht als Feinde erwähnt wurden – wurde im Februar 1883 beschlossen, der Vereinigungsparteitag begann am 24. Mai 1883.
Zuvor war Hofmeyr im Jahr 1881 wenige Monate Minister im Kabinett von Sir Thomas Charles Scanlen gewesen, hatte aber seinen Wunsch nach Einführung der niederländischen Sprache nicht durchsetzen können. Erst nach seinem Rücktritt wurde Niederländisch im Jahr 1882 als Sprache im öffentlichen Raum der Kapkolonie anerkannt.
Der nunmehr vereinigte Afrikanerbond gewann bei den Parlamentswahlen in der Kapkolonie 1883/1884 12 der 22 Sitze des Council und die Hälfte der Sitze der Assembly. 1886 erfolgte das einzige überstaatliche Treffen des AB in Bloemfontein, das jedoch unüberwindbare Gegensätze zwischen der Linie Hofmeyrs und der Vertreter der Burenrepubliken zeigte.
In der Kapkolonie trat der Afrikanerbond gemäßigt auf und koalierte mit Gruppierungen, die dem britischen Empire nahestanden; so stützten sie etwa die Regierung von Cecil Rhodes. Dabei hatte der AB zeitweise die Mehrheit im Parlament der Kapkolonie.
Der AB blieb in der Rolle des „Königsmachers“, war aber in zahlreichen Politikfeldern aktiv. So erreichte er, dass das Wahlrecht der Nicht-Weißen an höhere Hürden als zuvor geknüpft war. Nach Meinung Hofmeyrs sollten Schwarze für eine gute wirtschaftliche Entwicklung machtlos gehalten werden. Auf Initiative des AB wurde 1894 der Glen Grey Act verabschiedet, wobei der AB vergeblich versucht hatte, weitere Gebiete für burische Siedler zu erlangen. Der AB wandte sich gegen die Expansionsbestrebungen des britischen Empire, um die Interessen burischer Siedler zu wahren. Nach dem Jameson Raid 1895 trat Hofmeyr aus Protest als Parteivorsitzender und Abgeordneter zurück, übernahm aber schon bald wieder den Vorsitz und erhielt auch seinen Parlamentssitz zurück. Während des Zweiten Burenkrieges war Hofmeyr wegen einer Krankheit in Europa. Nach seinem Tod 1909 bei Verhandlungen in London übernahm François Stephanus Malan die Parteiführung.
1911 schloss sich der AB – nach der Bildung der Südafrikanischen Union im Jahr zuvor – mit der South African Party der vormaligen Kapkolonie, Het Volk aus Transvaal und Orangia Unie aus dem Oranje-Freistaat zur South African Party zusammen, die bis 1924 die Regierung stellte, von 1918 bis 1919 mit Malan als kommissarischem Premierminister.

### Vorsitzende

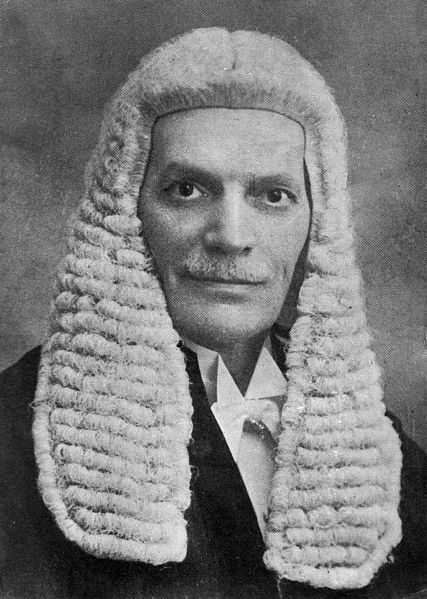
François Stephanus Malan (als Speaker des Senats 1940)

- 1880–1882: Stephanus Jacobus du Toit
- 1882–1883: ?
- 1883–1909: Jan Hendrik Hofmeyr
- 1909–1911: François Stephanus Malan